# Skoki do wody na Letnich Igrzyskach Olimpijskich 1932 – skoki standardowe z wieży kobiet
Konkurs skoków do wody z 10 m wieży kobiet podczas Letnich Igrzysk Olimpijskich 1932 rozegrany został 13 sierpnia 1932 r. Zawody odbyły się w Olympic Park Swimming Stadium w Los Angeles.

## Wyniki
Rozegrano tylko rundę finałową. Każda z zawodniczek oddawała 4 skoki: 2 obowiązkowe i 2 dowolne.
| Pozycja | Zawodniczka                | Kraj              | Skok | Skok | Skok  | Skok  | Łącznie |
| Pozycja | Zawodniczka                | Kraj              | #1   | #2   | #3    | #4    | Łącznie |
| ------- | -------------------------- | ----------------- | ---- | ---- | ----- | ----- | ------- |
| złoto   | Dorothy Poynton-Hill       | Stany Zjednoczone | 9,68 | 9,46 | 10,80 | 10,32 | 40,26   |
| srebro  | Georgia Coleman            | Stany Zjednoczone | 8,80 | 9,24 | 7,86  | 9,84  | 35,56   |
| brąz    | Marion Roper               | Stany Zjednoczone | 8,58 | 7,92 | 9,12  | 9,60  | 35,22   |
| 4.      | Ingeborg Sjöqvist          | Szwecja           | 7,92 | 8,36 | 9,60  | 8,64  | 34,52   |
| 5.      | Ingrid Larsen              | Dania             | 7,70 | 7,70 | 7,92  | 8,64  | 31,96   |
| 6.      | Etsuko Kamakura            | Japonia           | 7,26 | 6,82 | 7,86  | 9,60  | 31,36   |
| 7.      | Magdalene Epply-Staudinger | Austria           | 5,06 | 6,82 | 6,24  | 8,64  | 26,76   |